# 大日本沿海輿地全図

伊能図の全体

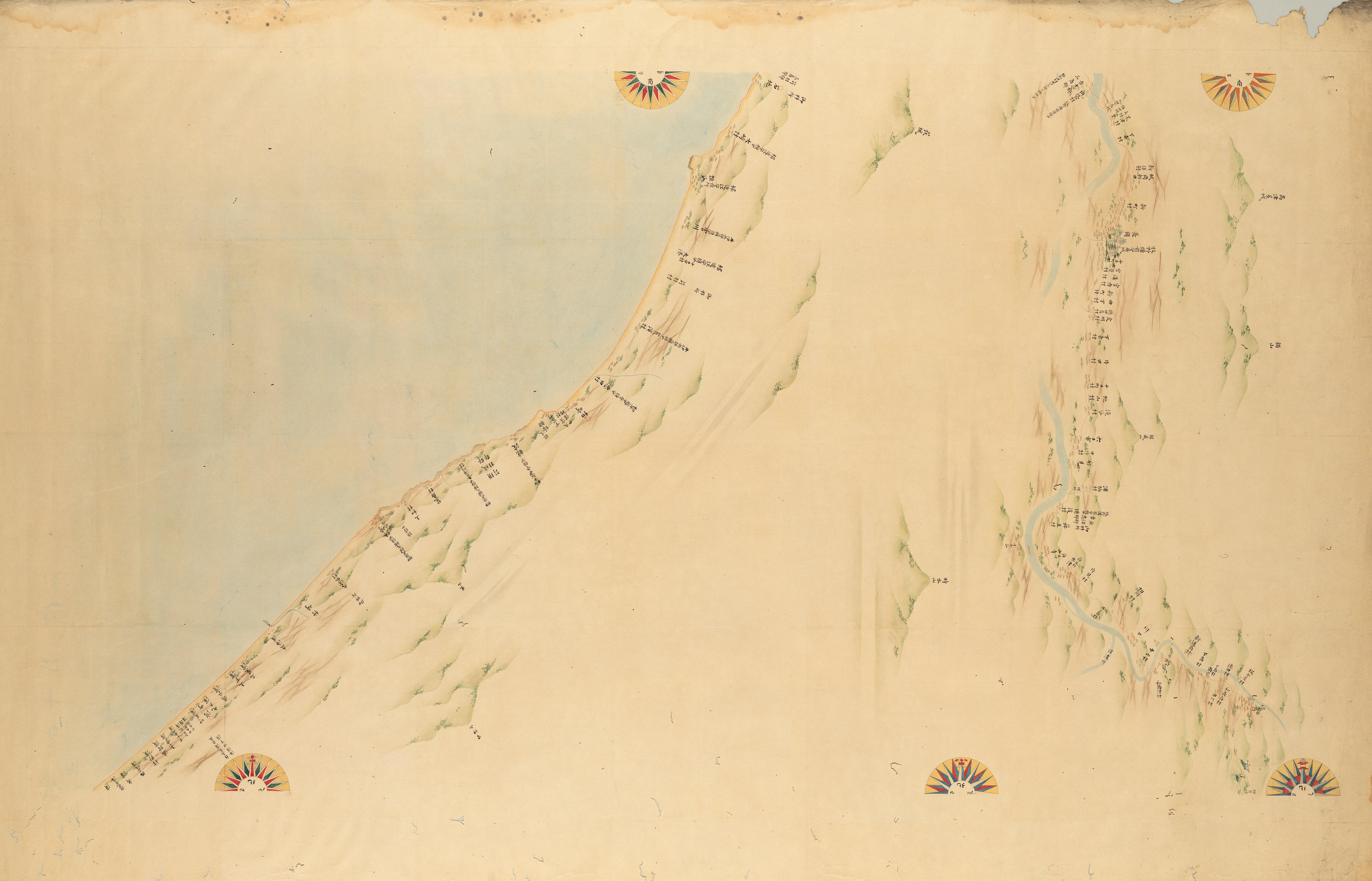
『大日本沿海輿地全図』第76図　越後（越後・時水村・長岡・潟町）（[ 国立国会図書館デジタルコレクション]より）

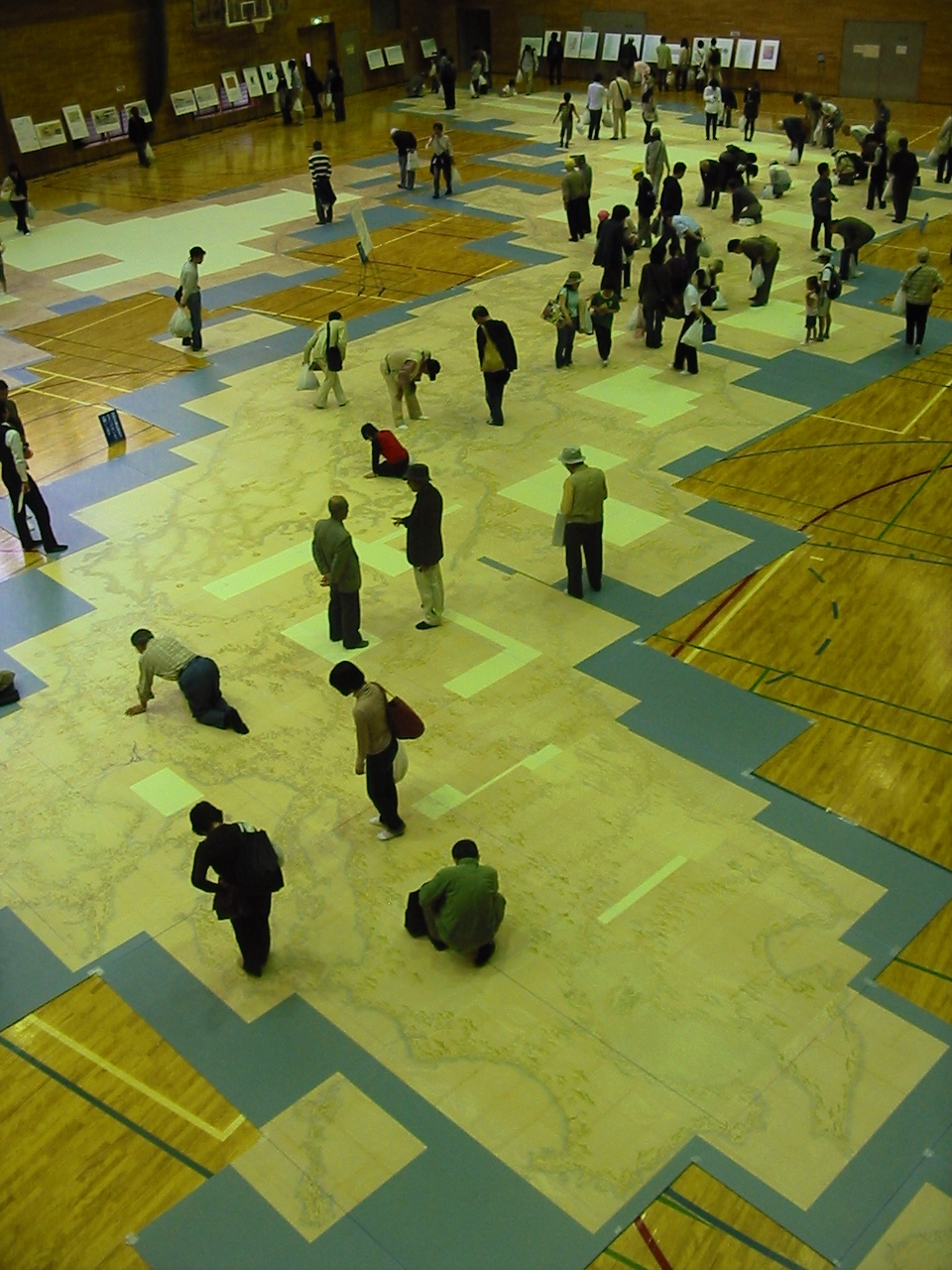
「大図」214枚の全景 （レプリカ）。写真右下は屋久島、左奥は北海道と国後島。

大日本沿海輿地全図（だいにほんえんかいよちぜんず、旧字体：大日本沿󠄀海󠄀輿地全󠄁圖）は、江戸時代後期、伊能忠敬が中心となって作製した日本全土の実測地図である。「伊能図（いのうず）」や「伊能大図（いのうだいず、いのうたいず）」とも称される。完成は文政4年（1821年）。

## 作製の経緯
本図は、寛政12年（1800年）から文化13年（1817年）にかけて江戸幕府の事業として測量・作成が行われたものである。上総国出身で商人だった伊能忠敬（1745年 - 1818年）は隠居後に学問を本格的に開始し、江戸にて幕府天文方の高橋至時（1764年 - 1804年）に師事し、測量・天体観測などについて修めていた。当時、地球の緯度1度に相当する子午線弧長について、30里、32里あるいは25里などと諸説があったなか、高橋・伊能師弟はこれを正確に測定するという目標を有していた。そこで高橋は幕府に伊能を推薦し、当時ロシア南下の脅威に備えて海岸線防備を増強する必要があった蝦夷地（現在の北海道）の測量を兼ねて、その往復の北関東・東北地方を測量することで子午線1度の測定を行わせるよう願い出た。こうして幕府の許可を得た伊能は寛政12年（1800年）、私財を投じて第1次測量として蝦夷地および東北・北関東の測量を開始した。各地の測量には幕府の許可を要したが、幕府は測量を許可したばかりか全国各藩に伊能への協力を命じた。これは、その時点で西洋列強の艦船が頻繁に日本近海に現れるようになっており、国防上の観点から幕府も全国沿岸地図を必要とし、伊能の事業を有益と判断したためである。
蝦夷地測量の翌年の享和元年（1801年）には、本州東海岸、東北西海岸、東海・北陸地方沿岸の測量を完了。文化元年（1804年）には、それまでの測量の結果をいったんまとめ、大図69枚・中図3枚・小図1枚（大中小図については後述）からなる東日本の地図を幕府に提出、将軍徳川家斉の上覧に供した。なお、子午線1度の長さについては28.2里（約110.74キロメートル）と算出し、今日の計測値と較べても極めて誤差の小さい(0.2%程度)数値となっている。従来の日本地図とは異なり、実測による正確・精密な地図の質の高さに幕府上層部も驚愕し、伊能の測量事業への支援をいっそう強化することとなった。伊能は正式に幕府天文方の役人として雇用され、翌文化2年（1805年）の第5次測量からは、幕府直轄事業として行われることとなった。
以後、伊能らは文化13年（1816年）の第10次測量まで（第9次測量のみ伊能は不参加）日本全土を測量した。なお、蝦夷地については、伊能らが測量した東蝦夷地を除く範囲については他者の測量成果が用いられており、さらに蝦夷地全域について測量術の弟子である間宮林蔵（1780年 - 1844年）の観測結果を採り入れたとする分析も2014年に発表されるなど不明な点がある。伊能は文化15年（1818年）に完成を待たずに死去するが、その喪は伏せられ、師・高橋至時の子である高橋景保（1785年 - 1829年）が仕上げ作業を監督し、文政4年7月10日（1821年8月7日）「大日本沿海輿地全図」が完成した。そして同図は全国の主要地点の地名や緯度を収録した「大日本沿海実測録」とともに幕府に提出された。

## 地図としての特徴

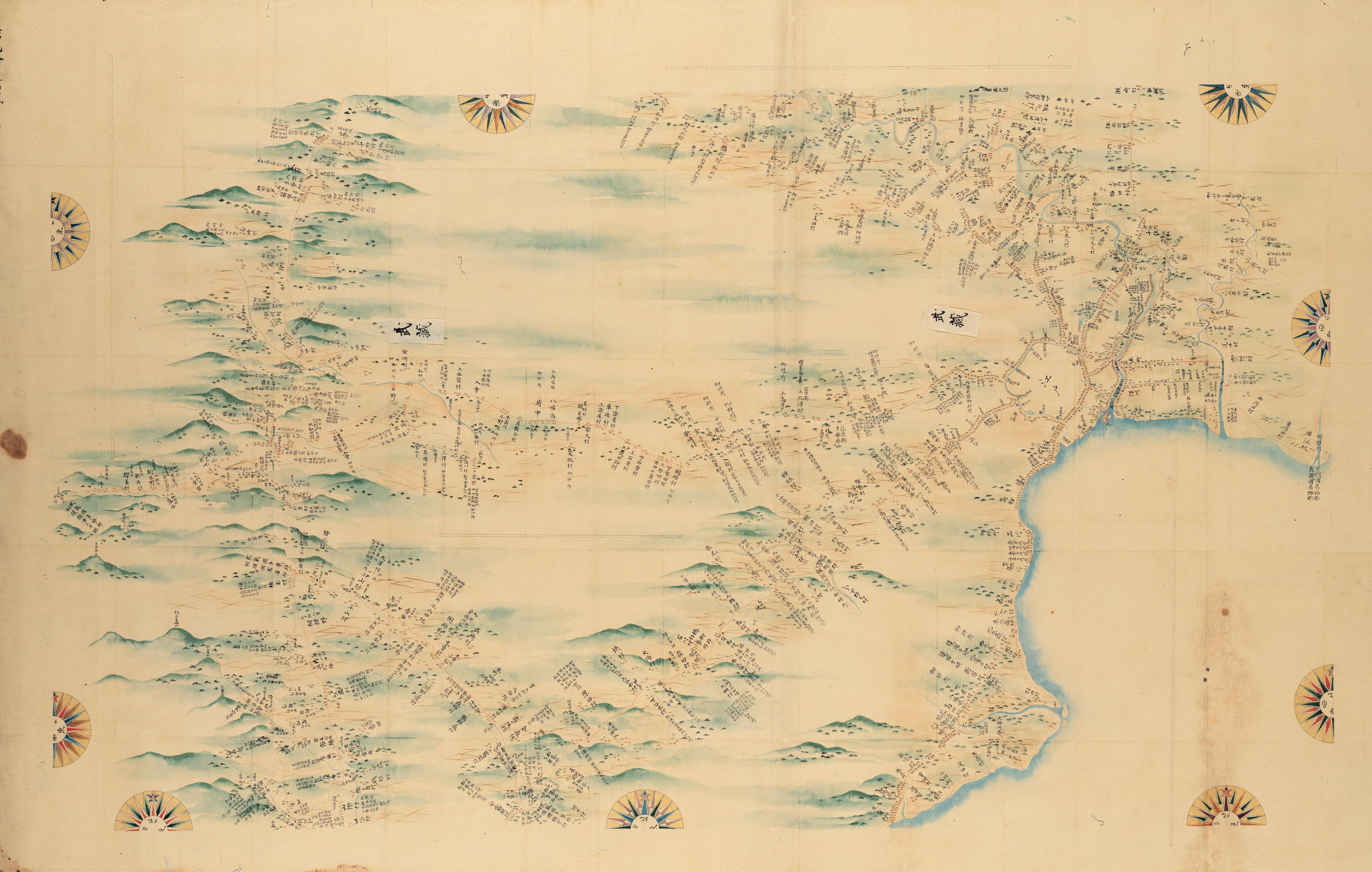
『大日本沿海輿地全図』第90図　武蔵・下総・相模（武蔵・利根川口・東京・小仏・下総・相模・鶴間村）（[ 国立国会図書館デジタルコレクション]より）

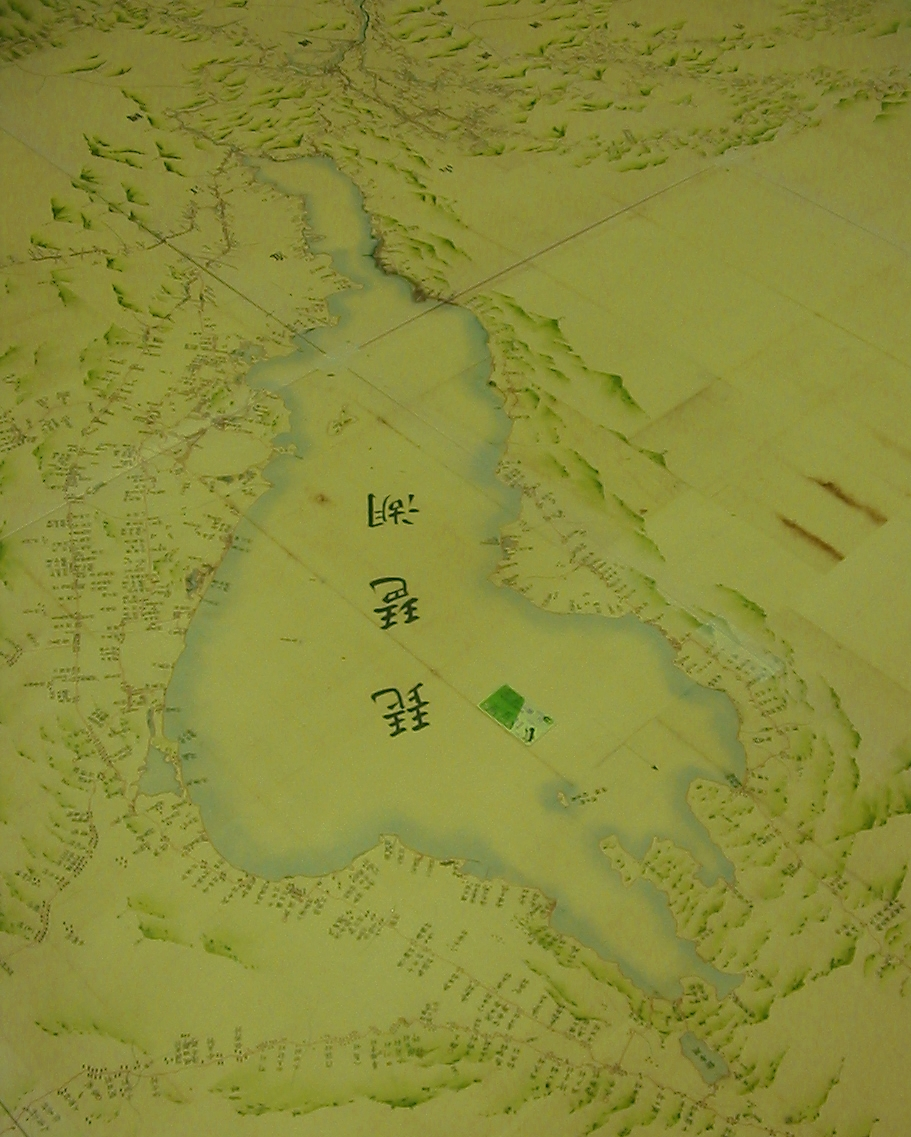
大図（レプリカ）。琵琶湖周辺。

測量結果を基に、江戸で伊能らが作図作業を行った。すべて手書きの彩色地図で、利用上の便宜のため以下の3種類の縮尺の地図が作製された。
- 大図 1里=3寸6分（縮尺1/36,000[14]、全214枚）

最も詳細に描かれた地図。北は宗谷岬、南は屋久島、東は国後島、西は五島列島までの海岸線および内陸河川の形状をつぶさに描く。その他、地図内には国郡名、境界線、領主名、村落、寺社名、河川名、磯・浜の種類、田畑、塩田なども記入し、海岸線のみならず、詳細な地図情報が記載されている。なお、大図には緯線・経線は記入されていない。
- 中図 1里=6分（縮尺1/216,000、全8枚）

縮尺の都合上、大図と較べて地名などの記載内容は若干簡略化されているが、代わりに緯線・経線が引かれている。京都西三条改暦所を通る子午線を本初子午線として経度の基準とし、実測値を元に経度・緯度1度ごとに直交する度線を引いてある（西洋のサンソン図法に近いとされるが異説もある）。ただし、伊能は地球を球体として考えていた（実際には地球は完全な球ではなく赤道方向に長い回転楕円体（扁球）に近い）ため、緯度・経度ともに若干の誤差が生じている。また緯度については天体観測からほぼ正確に測定できているものの、経度については測定に必要なクロノメーターの未発達などの理由により若干精度が劣り、北海道や九州南部などの辺縁部では実際の位置よりもやや東方向にずれている。
- 小図 1里=3分（縮尺1/432,000、全3枚）

利用しやすさを求め、中図よりさらに半分の縮尺で製図し、全国を3枚に収めた図。地名その他の記載は簡略化してある。

## その後の伊能図

### シーボルト事件
幕府に提出された伊能図は、江戸城紅葉山文庫に秘蔵され、一般の目に触れることはなかった。あまりに詳細な地図のため、国防上の問題から幕府が流布を禁じたためである。文政11年（1828年）紅葉山文庫を所管する書物奉行でもあった高橋景保が、長崎オランダ商館付の医師であるシーボルト（1796年 - 1866年）に禁制品である伊能図を贈ったことが露顕し、高橋景保は逮捕され、翌年3月に獄死した（シーボルト事件）。
日本を強制退去となったシーボルトは帰国後の1840年に、伊能図をオランダでメルカトル図法に修正した「日本人の原図および天文観測に基づいての日本国図」を刊行している。その精度の高さにより、当時のヨーロッパ識者の一部に日本の測量技術の高さが認識されることになる。

### 幕末の伊能図
開国後の文久元年（1861年）、イギリス海軍の測量艦「アクテオン」が、「攘夷派をあまり刺激しない方が良い」との幕府の勧告を無視して日本沿岸の測量を強行しようとした際、たまたま幕府役人が所有していた伊能小図の写しを見て、その優秀さに驚き、測量計画を中止して幕府からその写しを入手することで引き下がったという。なお、このときの伊能図の写しを元に1863年にイギリスで「日本と朝鮮近傍の沿海図」として刊行され、日本に逆輸入されて、勝海舟（1823年 - 1899年）の手によって慶応3年（1867年）に「大日本国沿海略図」として木版刊行された。これにより伊能図を秘匿する意味がなくなったため、同年には幕府開成所からも伊能小図を元にした「官板実測日本地図」が発行され、小図のみとはいえようやく一般の目に供されるようになった。

### 原本の焼失
明治維新で江戸幕府が崩壊した後、幕府が保管していた伊能図も新政府に移譲された。明治3年（1870年）には開成所から名を変えた大学南校から「官板実測日本地図」が再版されるとともに「大日本沿海実測録」も刊行された。
伊能図の原本は、明治6年（1873年）の皇居の大火災の際に焼失してしまう。そこで伊能家に保管されていた控図（副本）が翌年政府に献納された。

### 近代地図への寄与
この副本により明治10年（1877年）9月には小図を元に文部省から「日本全図」が発行され、明治11年（1878年）6月には中図を元に内務省地理局より「実測畿内全図」が発行された。さらに同局から中小図に基づいて明治13年には864,000分の1図である「大日本全図」が刊行される。そして明治17年（1884年）には大図・中図が陸軍参謀本部測量部（国土地理院の前身の1つ）によって作成された「輯製20万分1図」の基本図になった。他にも各府県で作成された管内地図の多くが伊能大図・中図を元に作成されるなど、近代日本の行政地図において、伊能図は多大な貢献を果たした。

### 控図の焼失
その後、伊能家から献納された伊能図の控えは東京帝国大学の附属図書館に保管されることとなったが、これも大正12年（1923年）の関東大震災ですべて焼失してしまった。以降、長きにわたって伊能図（特に大図）は「失われた地図」となり、千葉県佐原市（現在は香取市）の伊能忠敬記念館に保管されていた写しの一部など、全214枚のうち約60枚の写しのほかは、東京国立博物館が所蔵する中図の写しが残るのみとなっていた。

### 伊能大図の捜索・検証状況
2001年3月にアメリカ合衆国議会図書館で、伊能大図のうちの207枚（うち169枚が彩色なし）が発見された。これは上記の陸軍による輯製20万分1図作成のための骨格基図として模写されたものが、米国に渡ったものと考えられる。
さらに残る7枚のうち、佐倉市の国立歴史民俗博物館で2枚（34番:蝦夷江差、35番:蝦夷ヲコシリ島）、国立国会図書館で1枚（107番:駿河静岡）が発見された。
最後に残った4枚（12番:蝦夷宗谷、133番:山城・河内・摂津、157番:備中・備後福山、164番:備後・安芸・伊予今治）についても、2004年5月に海上保安庁海洋情報部で保管されていた縮小版の写しの中に含まれていることが判明した。海上保安庁海洋情報部の前身である旧海軍水路部が明治初期に海図を作製する目的で模写したものだという。これらの発見により、伊能大図214枚の全容がつかめるようになった。これを受け、2006年5月に国土地理院所管財団法人日本地図センターが「伊能大図総覧」を刊行し、伊能図が一般の目にも触れられるようになった。大図の詳細な検討によって、伊能忠敬による測量がいかに行われたかなど従来検証しづらかった点についても、今後の研究が期待される。その後も2007年1月に、やはり海上保安庁から高画質の原寸模写図3枚を含む色彩模写図が発見され、2021年に列島を3枚に収めた小図の副本が発見されたことを日本地図学会の専門部会が発表するなど、状態の良い伊能図が発見されている。

## 雑記
- 「大日本沿海輿地全図」の「輿地」とは大地（地球）もしくは世界のことである。万物を載せる輿（こし）に地面をたとえたもので、坤輿（こんよ）ともいう（坤も大地を表す）。マテオ・リッチによる「坤輿万国全図」（1602年）なども同様の命名である。
- 「沿海輿地全図」の名の通り、国防上の事業として行われたため、本図は海岸線の描写が中心であり、内陸部に関しては空白も少なくない。シーボルトがヨーロッパで刊行した日本国図は、内陸部の記述については正保日本図（1645年）などで補っているため、異同が多い。
- アクテオン号が持ち帰った伊能小図の写しはその後も英国海軍水路部で所有され、現在ではグリニッジの国立海事博物館に保管されている[27]。グリニッジは国際標準子午線（経度0度）となっているグリニッジ子午線の町でもある。
- 磁極は移動し続けており、伊能忠敬が生きていた時代と、現代とでは、方位磁石が示す「北」は僅かにずれている。そのため、大日本沿海輿地全図に方位磁石を載せても、地図に書き込まれた「北」と、磁石の「北」は僅かにずれる[28]。

## 画像

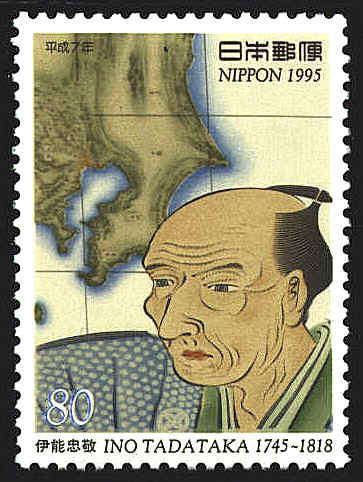
伊能忠敬と関東地方の伊能図を描いた郵便切手
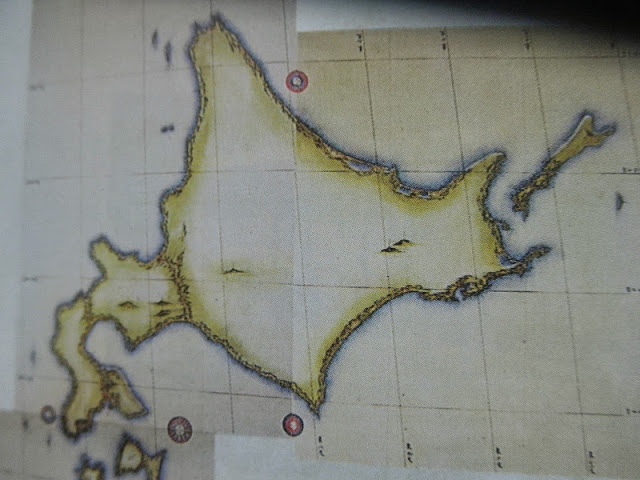
大日本沿海輿地全図、北海道地方